# ツルマルガール
ツルマルガール（欧字名:Tsurumaru Girl、1991年2月11日 - 2004年10月12日）は、日本の競走馬、繁殖牝馬。主な勝ち鞍に1994年の朝日チャレンジカップ。

## 戦績
- 特記事項なき場合、本節の出典はJBISサーチ[3]

1993年7月18日、小倉競馬場での3歳新馬戦でデビューし、7着。3戦目で2着ペガサスセイバーに1秒9差つける大差勝ちで初勝利を挙げる。東上して芙蓉ステークスに出走し、5位に入線したが進路妨害のため13着に降着となる。関西に戻って黄菊賞も6着と振るわなかったが、続く白菊賞で2勝目を挙げ、12月の阪神3歳牝馬ステークスでもヒシアマゾンの4着に入った。
4歳となり、初戦はクイーンカップを予定も東上後にトモを負傷して仕切り直しとなり、初戦のフラワーカップは7着。続く優駿牝馬（オークス）トライアルのスイートピーステークスを小島太騎乗で勝利するも、本番のオークスはチョウカイキャロルの6着に終わった。当初はオークス後に放牧の予定だったところを変更して夏競馬も走り、中日スポーツ賞4歳ステークスでイナズマタカオーの3着としたのち、8月小倉競馬場での小倉日経オープンでは古馬と対戦して2着タマモロードに3馬身半差つけて制した。9月に入って朝日チャレンジカップではエプソムカップ、道新杯、函館記念と連勝を続けていたワコーチカコを下して重賞初制覇を果たした。その後は長期休養に入って翌1995年夏に復帰し、テレビ愛知オープンに出走するもナカミアンデスの9着に終わり、これが最後の競馬となった。

## 競走成績
以下の内容は、JBISサーチ、netkeiba.comに基づく。
| 競走日     | 競馬場 | 競走名             | 格      | 距離（馬場）  | 頭 数 | 枠 番 | 馬 番 | オッズ （人気） | 着順 | タイム （上り3F） | 着差 | 騎手      | 斤量 [kg] | 1着馬（2着馬）       | 馬体重 [kg] | 備考       |
| ---------- | ------ | ------------------ | ------- | ------------- | ----- | ----- | ----- | --------------- | ---- | ----------------- | ---- | --------- | --------- | -------------------- | ----------- | ---------- |
| 1993.07.18 | 小倉   | 3歳新馬            |         | 芝1000m（重） | 15    | 3     | 5     | 021.40（8人）   | 07着 | R1:00.6（35.1）   | -2.5 | 0大崎昭一 | 53        | キョウエイコロナ     | 436         |            |
| 0000.08.08 | 小倉   | 3歳新馬            |         | 芝1200m（良） | 8     | 3     | 3     | 012.10（4人）   | 03着 | R1:10.4（35.6）   | -0.4 | 0大崎昭一 | 53        | ケイアイメロディー   | 436         |            |
| 0000.08.29 | 小倉   | 3歳未勝利          |         | 芝1200m（良） | 7     | 7     | 7     | 001.30（1人）   | 01着 | R1:10.6（36.6）   | -1.9 | 0大崎昭一 | 53        | （ペガサスセイバー） | 434         |            |
| 0000.09.25 | 中山   | 芙蓉S              | OP      | 芝1600m（良） | 14    | 5     | 7     | 003.50（1人）   | 13着 | R1:36.8（37.3）   | -0.6 | 0大崎昭一 | 53        | オンワードノーブル   | 436         | [ race 1 ] |
| 0000.10.31 | 京都   | 黄菊賞             | 500万下 | 芝1600m（良） | 16    | 4     | 8     | 028.3（10人）   | 06着 | R1:37.0（35.1）   | -0.5 | 0東田幸男 | 53        | タイキデューク       | 438         |            |
| 0000.11.14 | 京都   | 白菊賞             | 500万下 | 芝1600m（稍） | 10    | 6     | 6     | 004.60（2人）   | 01着 | R1:35.7（35.6）   | -0.4 | 0藤田伸二 | 53        | （ケンエンプリス）   | 432         |            |
| 0000.12.05 | 阪神   | 阪神3歳牝馬S       | GI      | 芝1600m（良） | 15    | 3     | 5     | 010.20（6人）   | 04着 | R1:36.8（37.0）   | -0.9 | 0藤田伸二 | 53        | ヒシアマゾン         | 432         |            |
| 1994.03.19 | 中山   | フラワーC          | GIII    | 芝1800m（良） | 11    | 1     | 1     | 011.60（6人）   | 07着 | R1:51.2（36.0）   | -0.6 | 0藤田伸二 | 53        | オンワードノーブル   | 424         |            |
| 0000.04.24 | 東京   | スイートピーS      | OP      | 芝1800m（良） | 15    | 7     | 13    | 004.50（2人）   | 01着 | R1:49.6（35.2）   | -0.1 | 0小島太   | 54        | （マイネマジック）   | 422         |            |
| 0000.05.22 | 東京   | 優駿牝馬           | GI      | 芝2400m（良） | 18    | 3     | 6     | 027.7（11人）   | 06着 | R2:27.9（37.9）   | -0.4 | 0藤田伸二 | 55        | チョウカイキャロル   | 426         |            |
| 0000.07.02 | 中京   | 中日スポーツ賞4歳S | GIII    | 芝1800m（良） | 12    | 8     | 12    | 009.00（3人）   | 03着 | R1:48.9（35.4）   | -0.2 | 0武豊     | 53        | イナズマタカオー     | 426         |            |
| 0000.08.07 | 小倉   | 小倉日経オープン   | OP      | 芝1700m（良） | 13    | 8     | 13    | 002.00（1人）   | 01着 | R1:41.3（34.9）   | -0.6 | 0武豊     | 52        | （タマモロード）     | 430         |            |
| 0000.09.11 | 中京   | 朝日チャレンジC    | GIII    | 芝2000m（重） | 10    | 2     | 2     | 005.70（3人）   | 01着 | R1:58.7（34.7）   | -0.1 | 0武豊     | 52        | （ワコーチカコ）     | 430         |            |
| 1995.06.24 | 中京   | テレビ愛知オープン | OP      | 芝2000m（良） | 13    | 5     | 7     | 009.90（5人）   | 09着 | R2:00.3（37.9）   | -2.1 | 0芹沢純一 | 55        | ナカミアンデス       | 434         |            |

1. ↑  5位入線13着降着

## 引退後
引退後は生まれ故郷の浜本牧場で繁殖牝馬となった。繁殖牝馬としては、初仔のツルマルボーイが安田記念など重賞競走で3勝を挙げ、2番仔ツルマルファイターがすばるステークスを勝って重賞競走でも2着に入る走りを見せた。3番仔ツルマルシスターは野路菊ステークスを勝ったものの、現役中に死亡した。その他、末仔ツルマルオジョウが2018年に産んだウェルドーンが2021年の関東オークスを制し、直仔と孫の世代から重賞勝ち馬を送り出した形となった。
2004年10月12日、腸炎と肺炎の合併症により死亡した。13歳没。墓は浜本牧場にある。

### 産駒一覧
|       | 生年   | 馬名               | 性 | 毛色   | 父                 | 馬主     | 管理調教師                       | 戦績    | 主な勝利競走                               | 供用         | 出典   |
| ----- | ------ | ------------------ | -- | ------ | ------------------ | -------- | -------------------------------- | ------- | ------------------------------------------ | ------------ | ------ |
| 初仔  | 1998年 | ツルマルボーイ     | 牡 | 鹿毛   | ダンスインザダーク | 鶴田任男 | 栗東・橋口弘次郎                 | 32戦7勝 | 2004年安田記念 2002年金鯱賞 2002年中京記念 | （種牡馬）   | [ 13 ] |
| 2番仔 | 1999年 | ツルマルファイター | 牡 | 栗毛   | フォーティナイナー | 鶴田任男 | 栗東・橋口弘次郎                 | 44戦5勝 |                                            |              | [ 7 ]  |
| 3番仔 | 2001年 | ツルマルシスター   | 牝 | 栗毛   | ダンスインザダーク | 鶴田任男 | 栗東・橋口弘次郎                 | 4戦2勝  |                                            |              | [ 8 ]  |
| 4番仔 | 2002年 | ツルマルフェロー   | 牡 | 鹿毛   | バブルガムフェロー | 鶴田任男 | 栗東・橋口弘次郎 →美浦・大竹正博 | 36戦3勝 |                                            |              | [ 14 ] |
| 5番仔 | 2004年 | ツルマルオジョウ   | 牝 | 黒鹿毛 | ダンスインザダーク | 鶴田任男 | 栗東・橋口弘次郎                 | 13戦1勝 |                                            | （繁殖牝馬） | [ 15 ] |

## 血統表
| ツルマルガールの血統          | ツルマルガールの血統               | ツルマルガールの血統         | （血統表の出典）             | （血統表の出典） |
| 父系                          | ファイントップ系                   | ファイントップ系             | ファイントップ系             | [ § 2 ]          |
| 父 サッカーボーイ 1985 栃栗毛 | 父の父*ディクタス 1967 栗毛        | Sanctus                      | Fine Top                     | Fine Top         |
| 父 サッカーボーイ 1985 栃栗毛 | 父の父*ディクタス 1967 栗毛        | Sanctus                      | Sanelta                      |                  |
| 父 サッカーボーイ 1985 栃栗毛 | 父の父*ディクタス 1967 栗毛        | Doronic                      | Worden                       | Worden           |
| 父 サッカーボーイ 1985 栃栗毛 | 父の父*ディクタス 1967 栗毛        | Doronic                      | Dulzetta                     |                  |
| 父 サッカーボーイ 1985 栃栗毛 | 父の母ダイナサッシュ 1979 鹿毛     | *ノーザンテースト            | Northern Dancer              | Northern Dancer  |
| 父 サッカーボーイ 1985 栃栗毛 | 父の母ダイナサッシュ 1979 鹿毛     | *ノーザンテースト            | Lady Victoria                |                  |
| 父 サッカーボーイ 1985 栃栗毛 | 父の母ダイナサッシュ 1979 鹿毛     | *ロイヤルサッシュ            | Princely Gift                | Princely Gift    |
| 父 サッカーボーイ 1985 栃栗毛 | 父の母ダイナサッシュ 1979 鹿毛     | *ロイヤルサッシュ            | Sash of Honour               |                  |
| 母 エプソムガール 1978 黒鹿毛 | 母の父アローエクスプレス 1967 鹿毛 | スパニッシュイクスプレス     | Sovereign Path               | Sovereign Path   |
| 母 エプソムガール 1978 黒鹿毛 | 母の父アローエクスプレス 1967 鹿毛 | スパニッシュイクスプレス     | Sage Femme                   |                  |
| 母 エプソムガール 1978 黒鹿毛 | 母の父アローエクスプレス 1967 鹿毛 | *ソーダストリーム            | Airbone                      | Airbone          |
| 母 エプソムガール 1978 黒鹿毛 | 母の父アローエクスプレス 1967 鹿毛 | *ソーダストリーム            | Pangani                      |                  |
| 母 エプソムガール 1978 黒鹿毛 | 母の母ゲシー 1968 栃栗毛           | *ダイハード                  | Never Say Die                | Never Say Die    |
| 母 エプソムガール 1978 黒鹿毛 | 母の母ゲシー 1968 栃栗毛           | *ダイハード                  | Mixed Blessing               |                  |
| 母 エプソムガール 1978 黒鹿毛 | 母の母ゲシー 1968 栃栗毛           | ジヤヌワ                     | トサミドリ                   | トサミドリ       |
| 母 エプソムガール 1978 黒鹿毛 | 母の母ゲシー 1968 栃栗毛           | ジヤヌワ                     | 竜梅                         |                  |
| 母系(F-No.)                   | エスサーデイー(GB)系(FN:6-a)       | エスサーデイー(GB)系(FN:6-a) | エスサーデイー(GB)系(FN:6-a) | [ § 3 ]          |
| 5代内の近親交配               | Nasrullah 5 × 5 = 6.25%            | Nasrullah 5 × 5 = 6.25%      | Nasrullah 5 × 5 = 6.25%      | [ § 4 ]          |
| 出典                          | 1. 2. 3. 4.                        | 1. 2. 3. 4.                  | 1. 2. 3. 4.                  | 1. 2. 3. 4.      |

- 半弟にツルマルガイセン（中日新聞杯、カブトヤマ記念）[17]